# Axel Lillie

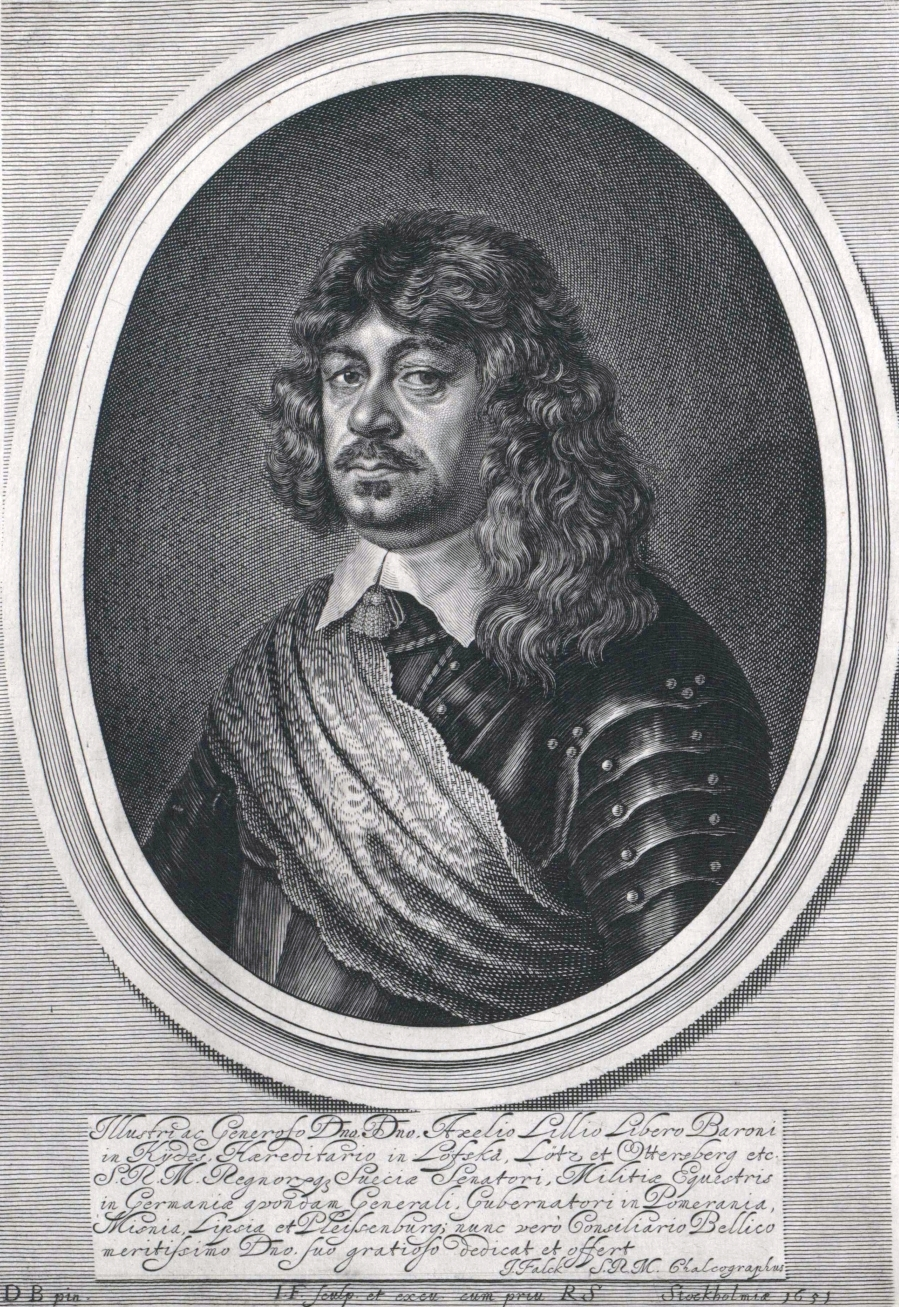
Axel Lillie, Stich von Jeremias Falck (1651)

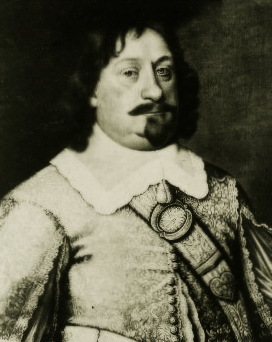
Axel Lillie

Axel Lillie (* 23. Juli 1603 auf Burg Löfstad; † 20. Dezember 1662) war ein schwedischer Politiker und Feldmarschall.

## Leben
Axel Lillies Vater Gustav Lillie starb bereits 1605. Lillie wurde 1619 Page von Gustav II. Adolf. Er machte schnell Karriere und wurde innerhalb von vier Jahren vom Leutnant zum Oberst befördert. 1630 kam er nach Deutschland und wurde Kommandant von Spandau. Er nahm an der Belagerung von Würzburg und Mainz teil. Allerdings wurde er bei Mainz in den linken Schenkel geschossen, so dass dieser amputiert werden musste. Er soll ihn in der Kirche von Schweinfurt einmauern lassen haben. Nachdem Gustav II. Adolf bei Lützen gefallen war, befürchtete die schwedische, dass Polen in den Krieg eingreifen werde, so wurde Lillie zur Armee nach Preußen geschickt. Er kehrte aber bald mit Torstensson zurück. 1635 wurde er Generalmajor und 1638 Generalfeldmarschall Baner als Assistenzrat zugeordnet. Als der Generalgouverneur von Schwedisch-Pommern Sten Svantesson Bielke verstarb, wurde er zu dessen Nachfolger ernannt. Dort wurde er dann auch militärisch tätig und besetzte 1639 Demin und fiel 1640 in die Mark ein, wo er Havelberg, Ratenau und das Haveland besetzte. Lillie nahm 1642 an der Schlacht bei Breitenfeld teil und leistete einen wertvollen Beitrag zu Lennart Torstenssons Sieg. Nach der Schlacht wurde er Kommandant von Leipzig und Gouverneur der Markgrafschaft Meißen. Er blieb hier die nächsten Jahre und verhandelte den 1645 Waffenstillstand von Kötzschenbroda und den folgenden Friede von Eilenburg von 1646.
Magnus Gabriel De la Gardie löste ihn als Kommandant von Leipzig ab, Lillie wurde dafür Reichsrat für Deutschland. Als solcher begleitete er die schwedische Armee auf ihrem Feldzug in Böhmen, wo sie Prag belagerte. 1649 ging er über Nürnberg nach Schweden zurück. Dort wurde er 1651 von der Königin Christina (Schweden) zum Freiherrn von Lesstra und Skötrop ernannt und 1652 zum Grafen von Lillienburg sowie Gouverneur von Karelien. 1652 Generalgouverneur von Schwedisch-Pommern.
Axel Lillie ließ das Schloss Löfstad errichten. Er bekam 1652 die Grafschaft Lillienborg und wurde 1655 Gouverneur (landshövding) von Halland. Wegen seines schlechten Gesundheitszustands wollte er trotz Druck durch den König und den Reichsrat Löfstad nicht verlassen, weshalb er 1656 als Gouverneur von Halland durch Erik Stenbock ersetzt wurde.
Lillie wurde 1657 zum Feldmarschall befördert. Im Jahr 1661 wurde er Generalgouverneur von Schwedisch-Livland.

## Familie
Er heiratete 1630 Christina Mörner (1610–1663). Das Paar hatte mehrere Kinder, darunter:
- Axel (1637–1692) ⚭ 1665 Maria Elisabeth Stenbock († 9. Oktober 1693)
- Gustaf Helmer (1639–1684) ⚭ Anna von Wachtmeister